# Stómio (ort i Grekland, Peloponnesos)
Stómio (Stomio) är en ort i Grekland.   Den ligger i prefekturen Nomós Korinthías och regionen Peloponnesos, i den centrala delen av landet, 110 km väster om huvudstaden Aten. Stómio ligger 28 meter över havet och antalet invånare är 169.
Terrängen runt Stómio är varierad. Havet är nära Stómio åt nordost. Runt Stómio är det ganska glesbefolkat, med 39 invånare per kvadratkilometer. Närmaste större samhälle är Xylókastro, 15,3 km öster om Stómio. 